# 波莉·伯根
波莉·伯根（英語：Polly Bergen，1930年7月14日—2014年9月20日），女，美国演员。曾获得黄金时段艾美奖迷你影集／电视电影最佳女主角。